# 徐玠
徐玠（868年—943年），字蘊圭，封高平王，五代十国杨吴、南唐大臣，在南唐烈祖李昪时代担任宰相（司徒、右丞相）。徐州彭城县（今江苏省徐州市）人。

## 背景
徐玠于唐懿宗咸通九年（868年）生于彭城。徐玠敏干有辞办，作为奉國军节度使（治蔡州，今河南省驻马店市汝南县）崔洪的军吏。899年，蔡州军队将领崔景思等杀害了崔贤，劫持崔洪，背离宣武军节度使（治今河南省开封市）朱全忠，驱赶蔡州的全部军队和百姓渡过淮水投奔淮南节度使（治今江苏省扬州市）杨行密。崔洪先派徐玠去见杨行密，于是成为杨行密手下的军官。

906年，杨行密的儿子杨渥主持淮南，派兵攻打鎮南军（治今江西省南昌市），当时鎮南军节度使钟传死后，他的儿子钟匡时和他的养子鍾延規争位，淮南趁机吞并鎮南。徐玠参与这次战役，担任粮料使，胜利后，徐玠担任吉州刺史（今江西省吉安市）。

## 吴国时代
徐温和张颢杀害杨渥，立杨渥的弟弟杨隆演为弘农王。912年，杨行密的旧将鎮南军节度使劉威、歙州（治今安徽省黄山市）刺史陶雅、宣州（治今安徽省宣城市）刺史李遇、常州（治今江苏省常州市）刺史李簡表示不满，特别不尊重徐温。李遇常说：“徐温是什么人，我不曾见过面，一日之间竟当政了！”館驛使徐玠出使吴越国，路过宣州，徐温让徐玠劝说李遇到廣陵朝见新王杨隆演。李遇开始应允了；徐玠说：“您不这样，人家说您谋反。”李遇勃然大怒说：“徐君说我李遇谋反，杀死侍中的人不是谋反吗！”徐温派遣都指挥使柴再用攻打宣州。李遇打开城门，请求归降，徐温派柴再用把他斩首，杀了他全族。李遇的儿子娶了杨行密的女儿。由于是杨隆演的妹妹，于是免于处死。她后来嫁给徐玠为妻。
918年，徐温的长子徐知训被朱瑾杀死。徐温的其他亲生子都很年轻，于是由养子徐知诰辅政。徐知诰认为徐玠治理地方贪污腐败，因此把他免职。然而，徐温认为徐玠善于事奉，因此让徐玠担任副使。徐玠成为徐温的亲信。徐玠憎恨徐知诰，他经常对徐温说：“辅政的地位重要，不能交给异姓。应该让嫡子徐知询取代徐知诰。”徐温正在考虑此事，就得病在927年去世。
徐温死后，杨隆演的弟弟新即位的吴国皇帝杨溥加徐知诰都督中外總軍事，任命徐知询为諸道副都統、鎮海（今江苏省镇江市）寧國（今安徽省宣城市）节度使兼侍中。徐知诰留在吴国中央政府控制朝政，徐知询在金陵（在今代江苏省南京市）控制国家军队，二人互相争权。
徐知诰担心徐知询的军力，但徐知询傲慢，对待各个弟弟也很刻薄，他的亲弟弟们也怨恨他。徐玠诡谲多智，善揣摩，知道徐知询不可辅佐，掌握着他的短处以归附徐知诰。929年，徐知询叫徐知诰到金陵解除为父亲徐温治丧的丧服，徐知诰拒绝，声称皇帝杨溥不让他离开。与此同时，徐知询被徐知诰骗入朝中。徐知诰到达广陵，徐知诰留下徐知询做统军，兼领镇海节度使，不允许他回到金陵。派遣右雄武都指挥使柯厚去征调金陵的士卒返回江都，徐知诰从此开始独揽吴国政权。
由于徐玠效忠徐知诰，徐知诰和他变得亲密无间，他们之间的怨恨消失了。徐知诰镇守金陵，任命徐玠为行军司马。934年，徐玠和节度副使李建勋等人多次陈奏徐知诰的功业，希望杨溥禅让皇位给徐知诰。徐知诰被任命为大元帅，936年建立大元帅府，于是徐知诰任命都统判官宋齐丘为元帅府左司马，行军司马徐玠为元帅府右司马。937年，徐知诰被封为齐王，于是委任左、右司马宋齐丘和徐玠为左、右丞相。

## 南唐时代
937年九月十七日，杨溥禅让皇位于徐知诰，吴国灭亡。十月初五，徐知诰即皇帝位，建立齐国（南唐）。十月初六，徐知诰遣派右丞相徐玠奉送上尊号的册文去进诣杨溥，称言受禅老臣诰谨拜稽首上皇帝尊号为高尚思玄弘古让皇，宫室、乘舆、服御都照旧，宗庙、正朔、徽章、服色都仍按吴国制度。次年六月，群臣争着请求更改府寺州县的名称中有“吴”和“阳”字的，留守判官杨嗣请求改姓羊，徐玠说：“陛下应天顺人，不是逆取，谄邪之人以这些事更改讨好，不是当务之急，不要听从。”徐知诰认为很对。
徐玠被任命为寧國军节度使（治今安徽省宣城市）。在宣州时，他的妻子杨氏愤恨而卒。之后，徐玠改任鎮南军节度使（治今江西省南昌市），兼中書令。之后召回金陵，担任司徒、右丞相，但并不参与朝政。据说他年老时，更加贪婪，他的下属都以他为祸患。他还参与炼丹，往往买折扣的朱砂练药，被人嘲笑。943年五月，徐玠卒，时年七十六岁，赠南平郡王。